# Saltarella
De Saltarella is een zeer korte compositie van Niels Gade. Gade schreef zijn variant van de Napolitaanse dans niet in Napels maar in Rome. Het in 1844 op papier gezette werkje duurt nog geen ½ minuut (qua uitvoering). Het tempo is allegro, de toonsoort D majeur. In tegenstelling tot andere kortdurende werkjes voor piano solo verscheen dit werkje wel in druk, maar pas in 1900. Het werd gepubliceerd door het tijdschrift Hver 8. Dags als bijvoegsel onder de titel Musik og Sang onder toezicht van componist Olfert Jespersen. Daarna verdween het (bijna) voorgoed in de la.